# André Tardieu
André Pierre Gabriel Amédée Tardieu (22. září 1876 Paříž – 15. září 1945 Menton) byl francouzský politik, významná osobnost francouzské třetí republiky. Třikrát se stal premiérem (1929–1930, 1930, 1932). Zastával mnoho dalších vládních funkcí: ministr osvobozených oblastí (Alsaska a Lotrinska), ministr dopravy, ministr vnitra, ministr zemědělství, ministr války, ministr zahraničí, ministr bez portfeje. Byl umírněným konzervativcem, představitel stran Alliance démocratique (1914–1932) a Centre républicain (1932–1936). Premiérem se stal na začátku celosvětové velké hospodářské krize, což ho postavilo do značné míry před neřešitelné úkoly a vzalo mu to popularitu a reputaci.
Studoval na École Normale Supérieure, ale studium opustil a vstoupil do diplomatických služeb. Později ze služby odešel a proslavil se jako zahraniční redaktor deníku Le Temps. Ve spolupráci s Georgesem Mandelem založil konzervativní noviny L'Echo National. V roce 1914 byl Tardieu prvně zvolen do Poslanecké sněmovny. Když vypukla první světová válka, narukoval do armády. V roce 1916 byl zraněn a invalidizován. Poté se vrátil do politiky. Byl asistentem Georgese Clemenceaua na pařížské mírové konferenci v roce 1919. V listopadu 1919 se stal prvně ministrem. Ve 20. letech vedl nekompromisní kampaň proti uvolnění represivních ustanovení Versailleské smlouvy proti Německu. V listopadu 1929 se stal prvně premiérem. Ačkoli byl považován za konzervativce, zavedl v reakci na krizi řadu sociálních opatření, včetně veřejných prací, sociálního pojištění, bezplatného středního školství nebo rodinných přídavků pro všechny výdělečně činné osoby s alespoň dvěma dětmi. Přispěl rozhodujícím způsobem ke ztroskotání ženevské odzbrojovací konference 1932. V roce 1936 odešel z politiky.
Věřil, že prosperující moderní ekonomika zmenší ideologický odstup mezi pravicí a levicí a vezme vítr z plachet marxismu. Ve své dvoudílné knize La Révolution à refaire kritizoval francouzský parlamentní systém.